# خورشیدگرفتگی ۱۹ اکتبر ۱۸۱۹
خورشیدگرفتگی ۱۹ اکتبر ۱۸۱۹ (به انگلیسی: Solar eclipse of 19 October 1819) یک خورشیدگرفتگی از نوع خورشیدگرفتگی جزئی بود. این خورشیدگرفتگی در تاریخ ۱۹ اکتبر ۱۸۱۹ روی داد که زمان اوج آن، ساعت ۳:۲۷:۱۷ به‌وقت ساعت هماهنگ جهانی بوده‌است.